# Соломенское
Соло́менское — село в Степновском районе (муниципальном округе) Ставропольского края России.

## География
Расстояние до краевого центра: 210 км.
Расстояние до районного центра: 19 км.
Площадь поселения составляет 214,50 км².

## История
В 1880 году на казённой земле образовался поселок Соломинка (Сухая Падина), основателями которого стали малороссы из Полтавской, Харьковской, Херсонской губерний.
До 16 марта 2020 года образовывало упразднённое сельское поселение село Соломенское.

## Население
| 1903  | 1908  | 1989  | 2002  | 2010  | 2012  | 2013  |
| ----- | ----- | ----- | ----- | ----- | ----- | ----- |
| 2342  | ↗2500 | ↘2132 | ↗3041 | ↘2618 | ↘2540 | ↘2537 |
| 2014  | 2015  | 2016  | 2017  | 2018  | 2019  | 2020  |
| ↘2465 | ↘2442 | ↘2404 | ↗2422 | ↘2415 | ↗2420 | ↘2404 |
| 2021  |       |       |       |       |       |       |
| ↘2183 |       |       |       |       |       |       |

Национальный состав
По данным переписи 2002 года, 80 % населения — русские.
По итогам переписи населения 2010 года проживали следующие национальности (национальности менее 1 %, см. в сноске к строке "Другие"):
| Национальность | Численность | Процент |
| -------------- | ----------- | ------- |
| Русские        | 2015        | 76,97   |
| Даргинцы       | 327         | 12,49   |
| Кумыки         | 60          | 2,29    |
| Армяне         | 36          | 1,38    |
| Ногайцы        | 35          | 1,34    |
| Аварцы         | 32          | 1,22    |
| Другие         | 113         | 4,32    |
| Итого          | 2618        | 100,00  |

## Инфраструктура
- Культурно — досуговый центр[24]

## Образование
- Детский сад № 9 «Ласточка». Открыт 20 мая 1960 года[25]
- Средняя общеобразовательная школа № 5[26]

## Люди, связанные с селом
- Сенькина Анастасия Михайловна (1911) — долгожительница, кавалер ордена Материнской славы трех степеней
- Царицынский, Леонид Иванович (1920, Соломенское — 1989) — художник—антифашист XX века. Узник лагеря Бухенвальд. Дважды приговоренный к расстрелу.

## Памятники
- Памятник комсомольцу Степанчуку И. Т., погибшему в 1923 году от рук белогвардейской банды[27]

## Кладбище
- Общественное открытое кладбище (в границах муниципального образования села Соломенского). Площадь участка 70 820 м²[28].